# Liste der Naturdenkmale in Oberschöna
Die Liste der Naturdenkmale in Oberschöna nennt die Naturdenkmale in Oberschöna im sächsischen Landkreis Mittelsachsen.

## Definition
„Naturdenkmäler sind rechtsverbindlich festgesetzte Einzelschöpfungen der Natur oder entsprechende Flächen bis zu fünf Hektar, deren besonderer Schutz erforderlich ist
1. aus wissenschaftlichen, naturgeschichtlichen oder landeskundlichen Gründen oder
2. wegen ihrer Seltenheit, Eigenart oder Schönheit.“

„§ 18 – Naturdenkmäler – (zu § 28 BNatSchG)
(1) Die Erklärung nach § 22 Abs. 1 BNatSchG von Teilen von Natur und Landschaft als Naturdenkmal erfolgt durch Rechtsverordnung oder Einzelanordnung.
(2) Über § 28 Abs. 1 BNatSchG hinaus können Naturdenkmäler zur Sicherung von Lebensgemeinschaften oder Lebensstätten von im Bestand gefährdeten oder streng geschützten Arten festgesetzt werden.“

## Naturdenkmale
Link zu einem Kartenansichtstool, um Koordinaten zu setzen.
| Bild                          | Bezeichnung                       | Lage                                                                    | Beschreibung                | Datum            | Nummer  |
| ----------------------------- | --------------------------------- | ----------------------------------------------------------------------- | --------------------------- | ---------------- | ------- |
| mehr Fotos \| Fotos hochladen | Buche an der Kirche in Oberschöna | Oberschöna an der Kirche in Oberschöna (50° 53′ 45″ N, 13° 15′ 14,3″ O) | Buche – Fagus sylvatica     | 8. Dezember 2005 | ND 037  |
| mehr Fotos \| Fotos hochladen | Winter-Linde in Oberschöna        | Oberschöna (50° 53′ 20,2″ N, 13° 15′ 25″ O)                             | Winterlinde – Tilia cordata | 8. Dezember 2005 | ND 038  |
| mehr Fotos \| Fotos hochladen | Hof-Esche in Kleinschirma         | Kleinschirma (50° 54′ 32,8″ N, 13° 16′ 39″ O)                           | Esche – Fraxinus excelsior  | 8. Dezember 2005 | ND 040  |
| BW                            | Kirchbachteiche mit Feuchtwiese   | Oberschöna (50° 53′ 19,7″ N, 13° 15′ 5,7″ O)                            | FND                         | 14.06.1995       | fg: 013 |
| BW                            | Laubwaldaue am Kirchbach          | Oberschöna (50° 53′ 24,5″ N, 13° 14′ 56,3″ O)                           | FND                         | 14.06.1995       | fg: 014 |
| BW                            | Bergbauteiche                     | Oberschöna (50° 56′ 37″ N, 13° 13′ 28,3″ O)                             | FND                         | 19.06.1996       | fg: 022 |
| BW                            | Pauls Teich                       | Oberschöna (50° 55′ 4,8″ N, 13° 16′ 34,4″ O)                            | FND                         | 19.06.1996       | fg: 029 |
| BW                            | Kirschhain                        | Oberschöna (50° 56′ 5,5″ N, 13° 13′ 16,5″ O)                            | FND                         | 13.03.1996       | fg: 031 |
| BW                            | Kirschhaintal I                   | Oberschöna (50° 55′ 59,9″ N, 13° 13′ 8,7″ O)                            | FND                         | 13.03.1996       | fg: 032 |
| BW                            | Kirschhaintal II                  | Oberschöna (50° 55′ 52,6″ N, 13° 13′ 1″ O)                              | FND                         | 13.03.1996       | fg: 033 |
| BW                            | Zschommlerwiese                   | Oberschöna (50° 53′ 50,5″ N, 13° 15′ 35,4″ O)                           | FND                         | 13.03.1996       | fg: 039 |
| mehr Fotos \| Fotos hochladen | Steinbruch Oberschöna             | Oberschöna (50° 53′ 46,9″ N, 13° 15′ 59,9″ O)                           | FND                         | 13.03.1996       | fg: 043 |
| BW                            | Lurchtümpel Striegistal           | Oberschöna (50° 55′ 37,1″ N, 13° 13′ 32,1″ O)                           | FND                         | 11.01.1990       | fg: 082 |
| BW                            | Quarzitbruch Oberschöna           | Oberschöna (50° 53′ 37,8″ N, 13° 16′ 12,3″ O)                           | FND                         | 11.08.1977       | fg: 090 |
| BW                            | Hang in Oberschöna                | Oberschöna (50° 53′ 29,1″ N, 13° 15′ 3,9″ O)                            | FND                         | 3.08.1959        | fg: 093 |

## Ehemalige Naturdenkmale
Link zu einem Kartenansichtstool, um Koordinaten zu setzen.
| Bild | Bezeichnung                                       | Lage                                            | Beschreibung | Datum            | Nummer |
| ---- | ------------------------------------------------- | ----------------------------------------------- | --- | ---------------- | ------ |
| BW   | Stiel-Eiche an der alten Gemeinde in Kleinschirma | Kleinschirma (50° 54′ 23,6″ N, 13° 17′ 14,7″ O) | Stieleiche – Quercus robur Die Stiel-Eiche in Kleinschirma wies einen massiven Befall mit dem Riesenporling auf. Der Baum wurde im Dezember 2019 aus Gründen der Verkehrssicherheit gefällt. Am 30. April 2021 wurde der Schutzstatus aufgehoben. | 8. Dezember 2005 | ND 039 |